# 都市日報
《都市日報》（英語：Metro）是一份跨國性的免費報章，由瑞典传媒集团Kinnevik创办，本名Metro，意为在地鐵看的报纸，该报創立於1995年，並於2月13日在瑞典首都斯德哥爾摩地鐵作首度發行。其後把業務延伸至多個國家及城市，包括亞洲、西歐、北歐、南美和北美洲在內共19個國家及地區，共發行版本超過40種。現在都市日報已列入健力士世界紀錄大全，成為全球最大的國際報章。
《都市日报》的经营策略是在上下班人流量密集的地铁站或商业区免费发放，可以轻松实现巨额的报纸销量，然后依靠广告收入盈利。从某种意义上说是吸取了入門網站的经验，靠提高读者閱覽人數来增加广告收入。

## 香港版

香港《都市日報》報頭

全球首份中文版的《都市日報》於2002年4月15日在香港發行，最初是在星期一至六早上在原地鐵網絡的觀塘綫、荃灣綫、港島綫、東涌綫、機場快綫、將軍澳綫（2002年8月19日起）及迪士尼綫的車站或商業區免費派發，在2003年改為在星期一至五早上派發。刊物亦包括財經雜誌《都市盛市》及文化生活周刊《metropop》。據2016年數據，每日發行量達42萬份，覆蓋全港60萬名讀者。
兩鐵合併及將軍澳綫康城站啟用後，更於2009年3月23日開始於原九廣鐵路網絡的東鐵（紅磡站、旺角東站、太和站、上水站除外）、馬鞍山鐵路（車公廟站、石門站、大水坑站、烏溪沙站除外）及於7月27日開始於康城站派發。不過，東鐵綫及馬鞍山綫沿線車站已於2016年10月3日起停止派發，原有的派發點改為派發am730。換言之，東鐵線及馬鞍山綫沿線車站的乘客如有意取報，最近也要到九龍塘站觀塘綫大堂才可取得。
《都市日報》在香港的成功，迅速带动起一股免费报纸的发行热潮，促成2005年《頭條日報》、《am730》及《快線周報》加入市場。《都市日報》的策略更為台灣的各平面媒體所仿效，如聯合報系的《Upaper》、壹傳媒的《爽報》等。
2013年7月15日，商人黃浩與《都市日報》的控股股東達成協議，落實以2億港元收購全部股權。到2017年7月7日，黃浩將《都市日報》售予一家香港金融公司，並於7月15日辭任主席，由社長李永康接任。同年9月交易完成，資深傳媒人蕭作利接任主席。
2018年2月2日，《都市日報》宣佈黃浩將回購共4成半股權，作價5億港元。
2019年4月，《都市日報》獲日資財團入股不多於2成半股權，也傳出財困消息。到同年10月，日資財團全面收購《都市日報》，當時預計年底會完成交易。由10月2日起，因為經營困難，《都市日報》停止在港鐵站內派發。到10月8日裁員超過30人，涉及編採部、後勤等部門。而metroPop以及後勤部門（包括發行部及行政部）亦有多人接到終止合約信。實體報只限周三至周五派發。
2019年12月18日起，《都市日報》印刷版停刊，停止於街頭派發。
2020年1月起，《都市日報》網站內容全部清空，已無法瀏覽；清空前的最后一篇文章更新于1月17日。而員工消息指公司拖欠現職員工薪金。3月10日，《都市日報》遭印刷商入稟香港高等法院，追討近1189萬港元及相關訟費。而原本想入主《都市日報》的日資財團亦已經「撻訂」，交易告吹。6月17日，《都市日報》网站恢复运作。

## 發行國家及地區

### 歐洲
- 瑞典：全國版、斯德哥爾摩、哥德堡、馬爾默
- 爱尔兰：都柏林
- 匈牙利：全國版、布達佩斯
- 捷克：布拉格
- 芬兰：赫爾辛基
- 義大利：羅馬、米蘭、都靈、熱那亞、威尼斯、博洛尼亞、佛羅倫斯
- 希腊：雅典
- 西班牙：巴塞羅那、塞維爾、馬德里、加利西亚自治区、薩拉戈薩、卡斯蒂利亞-拉曼恰、巴倫西亞、阿利坎特省、埃爾切、馬拉加
- 丹麦：全國版、哥本哈根、奧胡斯
- 法國：巴黎、波爾多、馬賽、里昂、圖盧茲、里爾、南特、斯特拉斯堡、雷恩
- 波蘭：全國版、華沙
- 荷蘭：全國版、鹿特丹、阿姆斯特丹
- 葡萄牙：里斯本、波圖
- 比利时：全國荷蘭語版、全國法語版

### 亞洲
- 香港
- ：首爾、釜山

### 美洲
- 智利：聖地牙哥、瓦爾帕萊索及比尼亞德爾馬、康塞普西翁、蘭卡瓜、塔爾卡瓦諾
- 加拿大：哈利法克斯、蒙特利爾、渥太華、多倫多、愛民頓、卡爾加里、溫哥華
- 美国：波士頓、紐約、費城
- 墨西哥：墨西哥城
- 巴西：聖保羅市

## 外部連結
- 都市日報（香港）
- Metro國際 （页面存档备份，存于）
- 都市日報（瑞典） （页面存档备份，存于）
- 都市日報（首爾） （页面存档备份，存于）